# 八氟萘
八氟萘是一种有机化合物，为萘的氢原子全部被氟取代的化合物，化学式为C10F8。它是单斜晶系的晶体，空间群P21/c。它可由八氯萘和氟化钾在环丁砜中于235 °C反应制得。全氟十氢萘在催化剂和氯化汞的存在下可以被镁或铝还原为八氟萘。在氯化铵的存在下，它可以被锌粉在氨水中还原为1,2,4,5,6,8-六氟萘。